# Live in Montreux (альбом Бадді Гая і Джуніора Веллса)
Live in Montreux — спільний концертний альбом американських блюзових музикантів Бадді Гая і Джуніора Веллса, випущений у 1978 році лейблом Black & Blue (Франція) у серії «Blues Greatest Names».

## Опис
Live in Montreux був записаний 9 липня 1978 року на фестивалі в Монтре, Швейцарія. Тут гітарист Бадді Гай і губний гармоніст Джуніор Веллс грають в складі невеликого гурту з Джиммі Джонсоном (гітара), Дейвом Маєрсом (бас-гітара) і Оді Пейном (ударні). Гай співає три перші пісні, починаючи з четвертої — Веллс. Гурт виконує відомі хіти та стандарти, зокрема «The Things That I Used to Do», «Everyday I Have the Blues», «Help Me», «Messin' with the Kid» і «Got My Mojo Working».
Первісно альбом випущено у Франції у 1978 році на лейблі Black & Blue. В США перевиданий лейблом Evidence у 1992 році на CD із додатковими композиціями.

## Список композицій
1. «One Room Country Shack» (Мерсі Ді Волтон) — 4:10
2. «The Things That I Used to Do» (Едді Джонс) — 3:20
3. «Everyday I Have the Blues» (Пітер Четмен) — 3:10
4. «Driving Wheel» (Рузвельт Сайкс) — 4:03
5. «Help Me» (Сонні Бой Вільямсон II) — 4:22
6. «Come in This House» (Джуніор Веллс) — 3:31
7. «Messin' with the Kid» (Мел Лондон) — 3:55
8. «Somebody's Got to Me» (Сонні Бой Вільямсон) — 3:48
9. «Everything Gonna Be Alright» (Сем Мегетт) — 2:45
10. «Got My Mojo Working» (Мадді Вотерс) — 1:50
11. «Hide Away» (Фредді Кінг) — 3:12

## Учасники запису
- Бадді Гай — гітара, вокал (1—3)
- Джуніор Веллс — губна гармоніка, вокал (4—11)
- Джиммі Джонсон — гітара
- Дейв Маєрс — бас-гітара
- Оді Пейн — ударні

Технічний персонал
- Disques Black And Blue S.A.R.L. — продюсер
- Девід Річардс — інженер
- Ален Шюстер — фотографія
- Дідьє Трікар — текст